# Escudo de Los Ángeles
El escudo de Los Ángeles el blasón de la ciudad de Los Ángeles, parte del estado de California en Estados Unidos. Está rodeado por el nombre oficial de la ciudad (City of Los Angeles) y la fecha de su fundación (1781).
Dentro del círculo, en sus extremos, hay uvas, aceitunas y naranjas, principales cultivos de California. Estas también son simbolizadas en los colores de la bandera de Los Ángeles. Las frutas se encuentran en un área de oro, cuyo borde está formado por un rosario de 77 cuentas.
El escudo está dividido en cuatro, en la esquina superior izquierda está el Sello de Estados Unidos con trece estrellas; a la derecha está la bandera de California (compuesta por un fondo blanco, un oso grizzly, una estrella de cinco puntas, y una base roja); en la esquina inferior izquierda está el Escudo Nacional de México (un águila devorando una serpiente), representando la historia de la ciudad bajo la cultura mexicana; a la derecha los escudos de Castilla y de León, representando su fundación como ciudad española.